# Pater Lievensmuseum
Het Pater Lievensmuseum is een museum in de West-Vlaamse plaats Moorslede, gewijd aan Constant Lievens. Het werd opgericht in 1995.
Het museum herinnert aan deze bekende inwoner van Moorslede, die missionaris was in India. Daarnaast wordt aandacht geschonken aan Ferdinand Verbiest (eveneens Jezuïet), Amaat Vyncke (pauselijk zoeaaf en Witte Pater), Albrecht Rodenbach (klasgenoot), Pater Desmet (missionaris bij de Indianen), Pater Damiaan en Moeder Teresa.
Het museum beeldt uit door middel van foto's, documenten, diorama's en video- en filmfragmenten.
Tot 2017 bevond het museum zich in de Bunderhoeve, voortgekomen uit het klooster Ten Bunderen, en daarna werd het in de linkerbeuk van de Sint-Martinuskerk opgesteld.